# Oleg Sergejewitsch Dmitrijew
Oleg Sergejewitsch Dmitrijew (russisch Олег Сергеевич Дмитриев; * 18. November 1995 in Wjasma) ist ein russischer Fußballspieler.

## Karriere
Dmitrijew begann seine Karriere beim FK Dynamo Moskau. Im Januar 2014 wechselte er zum Amateurklub Krasny Smolensk. Im Februar 2015 schloss er sich dem Drittligisten FK Orjol an. Für Orjol kam er bis zum Ende der Saison 2014/15 zu sechs Einsätzen in der Perwenstwo PFL. Im September 2015 wechselte er nach Litauen zum Erstligisten Atlantas Klaipėda. Im September 2015 gab er sein Debüt für Atlantas in der A lyga. Bis zum Ende der Saison 2015 spielte er siebenmal in Litauens Oberhaus. In der Spielzeit 2016 kam er zu 25 Einsätzen, in denen er zweimal traf.
Nach weiteren 14 Einsätzen zu Beginn der Saison 2017 kehrte Dmitrijew im Juli 2017 nach Russland zurück und wechselte zum Zweitligisten Baltika Kaliningrad. Für Baltika absolvierte er bis zur Winterpause 2017/18 allerdings nur vier Partien in der Perwenstwo FNL. Daher wurde der Mittelfeldspieler im März 2018 nach Lettland an den Erstligisten FK Spartaks Jūrmala verliehen. Für Spartaks spielte er 15 Mal in der Virslīga, ehe die Leihe im August 2018 vorzeitig beendet wurde und Dmitrijew nach Kaliningrad zurückkehrte. Dort kam er nach seiner Rückkehr zu 15 Zweitligaeinsätzen.
Im Februar 2019 verließ er Baltika endgültig und wechselte zum Drittligisten FK Uroschai. Für Uroschai spielte er zwölfmal in der PFL. Zur Saison 2019/20 schloss der Offensivmann sich dem Zweitligisten FK Fakel Woronesch an. In der COVID-bedingt abgebrochenen Spielzeit 2019/20 kam er zu 26 Zweitligaeinsätzen. In der Saison 2020/21 absolvierte er 35 Spiele, in der Saison 2021/22 34. Mit Woronesch stieg er 2022 in die Premjer-Liga auf. Nach dem Aufstieg kam er bis zur Winterpause 2022/23 zu 16 Einsätzen im Oberhaus, ehe sein Vertrag im Dezember 2022 aufgelöst wurde. Anschließend wechselte er im Januar 2023 zum Zweitligisten Rodina Moskau.